# Луций Манлий Торкват (претор)
Лу́ций Ма́нлий Торква́т (лат. Lucius Manlius Torquatus; 90/89 год до н. э. — 46 год до н. э., близ Гиппон-Регия, провинция Африка) — римский политический деятель и военачальник из патрицианского рода Манлиев, претор 49 года до н. э. Был другом Марка Туллия Цицерона, участвовал в гражданской войне 49—45 годов до н. э. на стороне Гнея Помпея Великого. Погиб после битвы при Тапсе.

## Происхождение
Торкват принадлежал к одному из знатнейших патрицианских родов Рима. Манлии занимали высшие должности в республике, начиная с 480 года до н. э., а свой расцвет пережили в IV веке до н. э., первую и вторую трети которого антиковед Фридрих Мюнцер назвал их «героическим веком». Луций Манлий был праправнуком консула 165 года до н. э. Тита Манлия Торквата. О его прадеде, носившем преномен Тит, ничего не известно, дед, Луций, был квестором около 98 года до н. э., отец — консулом 65 года до н. э. К I веку до н. э. позиции Манлиев были не столь прочными, как раньше, так что для Луция избрание его отца консулом означало возвращение в нобилитет.
Мать Луция была уроженкой города Аускул, что в Пицене на севере Италии.

## Биография
Луций Манлий родился предположительно в 90 или 89 году до н. э. Около 69 года до н. э. он стал членом жреческой коллегии квиндецемвиров священнодействий. Первое надёжное упоминание о нём относится к 66 году до н. э., когда он, «совсем юноша», привлёк к суду Публия Корнелия Суллу. Последний только что выиграл выборы консулов на 65 год до н. э., обойдя по результатам голосования Торквата-отца; Луций предъявил ему обвинение в подкупе избирателей и выиграл дело. В результате Сулла не смог вступить в должность, и консулом стал Луций Манлий-старший.
Предположительно около 65 года до н. э. Луций занимал должность монетного триумвира и чеканил денарии с изображением Сивиллы. Будучи, по словам Цицерона, «главой, советчиком и знаменосцем юношества», Торкват участвовал в борьбе против заговора Катилины (63 год до н. э.). В 62 году до н. э. он во второй раз привлёк к суду Публия Корнелия Суллу; теперь тот обвинялся в причастности сразу к двум заговорам, 66 и 63 годов до н. э. Торквату удалось повлиять на формирование коллегии присяжных, но защитниками стали два лучших оратора эпохи — Цицерон и Квинт Гортензий Гортал. Источники рассказывают об ожесточённой борьбе во время процесса. Луций назвал Гортала «танцовщицей» и «Дионисией — по имени знаменитой плясуньи», а тот ответил: «Дионисией предпочитаю быть, Дионисией, нежели подобным тебе, Торкват, чуждый музам, чуждый Афродите, чуждый Дионису». Квинт Гортензий постарался доказать, что Сулла не принадлежал к первому заговору Катилины; Цицерон говорил о событиях 63 года до н. э., в которых сыграл решающую роль, и представил своё участие в процессе как неотразимый аргумент в пользу невиновности подсудимого. У Торквата не было убедительных доказательств; в результате был вынесен оправдательный приговор.
Около 58 года до н. э. Луций стал сенатором. В 54 году до н. э. он пытался помешать своему старому противнику Сулле привлечь Авла Габиния к суду за незаконные методы предвыборной борьбы, но этот процесс не состоялся: Габиний был осуждён по другому делу, о вымогательстве. В 50 году до н. э. Торкват был избран претором и стал главой семьи после смерти отца.
В январе 49 года до н. э., когда Луций вступил в полномочия претора, началась гражданская война между Гаем Юлием Цезарем и Гнеем Помпеем Великим. Торкват поддержал последнего. Вместе с большинством магистратов он оставил Рим, к которому приближались цезарианцы; в Альбе возглавил отряд в шесть когорт, но его солдаты вскоре перешли на сторону врага, а сам Луций бежал к Помпею. В начале 48 года до н. э. с полномочиями пропретора он командовал гарнизоном Орика в Иллирии, осаждённого Цезарем. Солдаты Луция, в основном парфины, отказались сражаться, так что ему пришлось капитулировать. Цезарь его помиловал, но в том же году Торкват снова сражался в армии Помпея: в битве при Диррахии он командовал легионом, на который обрушился основной удар врага.
Следующее упоминание о Луции относится к 46 году до н. э. Вместе со многими другими помпеянцами он обосновался в Африке, но там же высадился и Цезарь, одержавший в апреле 46 года до н. э. очередную победу в битве при Тапсе. Торкват попытался бежать морем в Испанию вместе с Квинтом Цецилием Метеллом Сципионом. Ветер отнёс корабли к Гиппон-Регию, где их окружила и потопила эскадра цезарианца Публия Ситтия. Луций Манлий был убит в схватке.

## Характеристика личности
Торкват получил прекрасное образование: Марк Туллий Цицерон, обращаясь к нему в трактате «О пределах блага и зла», упоминает «науки, изучение истории и познание вещей, чтение поэтов, прекрасное знание множества стихов». В этом трактате, написанном в 54 году до н. э., Цицерон изобразил Торквата в роли защитника эпикурейской этики. В трактате «Брут, или О знаменитых ораторах», написанном вскоре после гибели Луция, Цицерон дал ему развёрнутую характеристику: «Он был человеком широко начитанным не только в общедоступных сочинениях, но и в более сложных и отвлечённых; он обладал превосходной памятью и необыкновенной внушительностью и изяществом выражения; а высшим его украшением был достойный и безупречный образ жизни».
Вопреки всему этому Авл Геллий называет Луция «грубым и неотёсанным».

## В литературе
Возможно, по поводу именно его бракосочетания с некоей Винией (Юлией) Аврункулеей Катулл написал свадебную эпиталаму (№ 61).